# Ricky van den Bergh
Ricky van den Bergh (Den Haag, 17 november 1980) is een Nederlands voormalig voetballer die als aanvaller of aanvallende middenvelder speelde. Van den Bergh speelde van 2002 tot en met 2011 betaald voetbal bij Sparta Rotterdam, RKC Waalwijk, Heracles Almelo en ADO Den Haag.

## Voetballoopbaan
Van den Bergh werd geboren in Den Haag, waar hij voor vv Oranjeplein, VCS en vv Lens speelde. Via FC Kranenburg kwam hij bij Sparta Rotterdam terecht, alwaar hij in 2002 in de hoofdmacht debuteerde. Hij maakte zijn debuut in het Nederlandse profvoetbal op 16 augustus 2002, toen hij als basisspeler aantrad in de wedstrijd Emmen-Sparta (3-0). De aanvaller maakte in zijn eerste seizoen negen doelpunten in 24 wedstrijden.
In de twee seizoenen die volgden maakte hij in totaal 39 doelpunten in de Eerste divisie. In 2005 promoveerde hij met Sparta via de nacompetitie naar de Eredivisie. Na een seizoen op het hoogste niveau met Sparta vertrok hij naar RKC Waalwijk. Het seizoen 2006/2007 verliep dramatisch voor RKC. De ploeg degradeerde uit de hoogste afdeling. Van den Bergh stuurde hierdoor aan op een vertrek bij de Waalwijkers en ging naar Heracles Almelo, waar hij twee seizoenen speelde. Op 3 april 2009 tekende hij een tweejarig contract bij ADO Den Haag voor het seizoen 2009/2010 met de optie voor een extra jaar. Op 4 april 2010, in de wedstrijd tegen Ajax, ging van den Bergh keepen omdat eerste doelman Robert Zwinkels eerder die wedstrijd al geblesseerd uitviel en vervanger Barry Ditewig een rode kaart kreeg.
Eind september 2010 gaf Van den Bergh aan te willen vertrekken bij ADO Den Haag. Hij kon zijn plek op de bank bij ADO niet accepteren en weigerde ook voor de beloftes te gaan spelen. In december 2010 keerde hij terug bij Sparta en maakte hij zijn rentree in de Rotterdamse derby tegen Excelsior.
Op 7 mei 2011 maakte Sparta bekend dat de club niet door zou gaan met Ricky van den Bergh. Eind mei werd bekend dat hij een contract getekend had bij Topklasser FC Lienden. Een week later werd echter bekend dat hij wegens familie-omstandigheden afzag van deze stap. In plaats daarvan tekende hij bij Spakenburg, dat ook in de Topklasse uitkomt.
Halverwege zijn tweede seizoen bij Spakenburg besloot Ricky van den Bergh dat hij na dat seizoen zal vertrekken. Het feit dat Spakenburg hem nog geen zekerheid kon geven over volgend seizoen, was voor hem de belangrijkste reden. Twee maanden later maakte Ricky bekend dat hij naar DHC zou gaan, wat uitkomt in de zondag Hoofdklasse A..
Van den Bergh zou echter het seizoen niet afmaken bij Spakenburg. Na meerdere conflicten tussen club en speler volgde in april de spreekwoordelijke druppel die de emmer deed overlopen. De Hagenees had zich ziekgemeld voor de cruciale wedstrijd tegen Excelsior '31 maar liep tegen de lamp toen hij werd gespot op de boot naar Newcastle. Het vijfde elftal van SC Genemuiden was dat weekend op reis naar Engeland om de wedstrijd Newcastle United-Fulham te bezoeken. Op de boot kwamen ze Van den Bergh tegen en maakten hiervan een foto. Nadat deze foto via de sociale media bij het bestuur van Spakenburg terecht was gekomen, werd besloten om per direct afscheid te nemen van de ex-prof. Spakenburg bracht zelf hierover de verklaring naar buiten dat Van den Bergh zich niet langer voor de volle honderd procent zou kunnen focussen op het voetbal.
Vanaf het seizoen 2013/2014 speelt hij voor Hoofdklasser DHC. Dat seizoen was hij clubtopscorer met 15 doelpunten. In het seizoen 2014/15 kwam hij weinig meer aan bod en hij stopte in november 2014 met voetballen. Van 2014 tot 2016 was hij jeugdtrainer bij DHC en in het seizoen 2015/16 tevens assistent bij het eerste team. Hierna was hij actief in de jeugdopleiding van Sparta. In 2017 ging hij weer voetballen; bij Wateringse Veld GONA/FC Kranenburg in de vierde klasse. In 2018 ging hij in een lager team bij VV Raamsdonk spelen.
In mei 2019 werd Van den Bergh door de politierechter in Rotterdam veroordeeld tot een werkstraf van 60 uur vanwege een doodsbedreiging tijdens een verkeersruzie en het stelen van geld uit de kas van DHC Delft. Na afloop van de zitting verscheurde hij een notitieblok van een aanwezige journalist.

## Clubstatistieken
| Seizoen | Club             | Duels | Goals | Competitie         |
| ------- | ---------------- | ----- | ----- | ------------------ |
| 2002/03 | Sparta Rotterdam | 24    | 9     | Eerste Divisie     |
| 2003/04 | Sparta Rotterdam | 31    | 17    | Eerste Divisie     |
| 2004/05 | Sparta Rotterdam | 32    | 22    | Eerste Divisie     |
| 2005/06 | Sparta Rotterdam | 23    | 6     | Eredivisie         |
| 2006/07 | RKC Waalwijk     | 23    | 5     | Eredivisie         |
| 2007/08 | Heracles Almelo  | 24    | 1     | Eredivisie         |
| 2008/09 | Heracles Almelo  | 29    | 7     | Eredivisie         |
| 2009/10 | ADO Den Haag     | 24    | 3     | Eredivisie         |
| 2010/11 | ADO Den Haag     | 10    | 0     | Eredivisie         |
| 2010/11 | Sparta Rotterdam | 12    | 2     | Eerste Divisie     |
| 2011/12 | SV Spakenburg    | 25    | 8     | Topklasse Zaterdag |
| 2012/13 | SV Spakenburg    | 12    | 4     | Topklasse Zaterdag |
| Totaal  | Totaal           | 269   | 84    | [ 8 ]              |